# Slikar
Slikár  je umetnik, ki ustvarja slike, dvo-razsežnostne umetnine z nanašanjem barvne emulzije oziroma barve na plosko površino. Podobno delajo tudi pleskarji, ki pa z eno samo barvo pokrivajo večje površine. Bistvena razlika med njimi in slikarji je v umetniškem namenu ustvarjalca.
Nekateri surrealisti, še posebej Joan Miró, so želeli izpodriniti slikanje, obstajale pa so tudi druge proti-slikarske težnje med umetniškimi gibanji, npr. konceptualna umetnost.
Tej težnji so v 20. stoletju nasprotovala mnoga umetniška gibanja, slikanje pa tudi v tem času ni zamrlo. 